# 沙面展覽館
沙面展览馆是展示广州沙面历史的展览馆，位于广州市荔湾区沙面大街61号。

## 历史
所在建筑是建于1924年的天祥洋行（Dodwell & Co., Ltd.）旧址，被列为全国重点文物保护单位。展览馆介绍沙面岛在1861年到1945年期间作为英法租界的历史文化，以及沙面岛的现状。沙面展览馆于2011年4月20日正式开放。